# Судебная система Туркменистана
Судебная система Туркменистана — система организации и функционирования судов, а также общие основы судопроизводства в республике Туркменистан, предусмотренная Законом Туркменистана «О суде» от 15 августа 2009 года. Суды в Туркменистане называются казыетами. Правосудие в Туркменистане осуществляется только судами, предусмотренными законом. В законодательстве содержится запрет на создание чрезвычайных судов. Судопроизводство в Туркменистане осуществляется посредством гражданского, уголовного, административного, арбитражного судопроизводства, а также производства по делам об административных правонарушениях. Провозглашается открытость судебного разбирательства, принципы независимости судей, законности, равенства всех перед законом и судом и другие.
Судьи в Туркменистане независимы, подчиняются только закону, при принятии решения руководствуются законом и своим внутренним убеждением. Судьи всех уровней назначаются Президентом Туркменистана сроком на 5 лет. В качестве органов судейского сообщества, для целей усиления независимости судей в Туркменистане действует квалификационная коллегия судей Верховного суда и квалификационные коллегии судей судов велаятов, их члены избираются из числа судей соответствующих судов.

## Иерархия судов
1. Верховный суд Туркменистана
  1. Пленум
  2. Президиум
  3. Судебная коллегия по гражданским делам
  4. Судебная коллегия по уголовным делам
  5. Судебная коллегия по арбитражным делам
  6. Судебная коллегия по административным делам
2. Велаятские (областные) суды и суды городов, имеющих права велаята
3. Этрапские (районные) суды и суды городов, имеющих права этрапа[3]

Вне общей иерархии стоит Арбитражный суд Туркменистана- по делам о спорах, вытекающих из экономических отношений, тем не менее, его решения также могут обжаловаться в Верховный суд.